# Ein-Gut-Parabel
Ein-Gut-Parabel ist ein Begriff der Wirtschaftstheorie, der volkswirtschaftliche Modelle bezeichnet, bei welchen nicht zwischen der Produktion verschiedener Güter unterschieden wird, sondern zur Vereinfachung angenommen wird, dass nur ein Gut produziert wird, das dann wahlweise entweder als Investitions- oder als Konsumgut dienen kann. In der Regel wird dieser kritische Begriff gegen die neoklassische Wachstumstheorie, gegen das Solow-Modell, gerichtet. Ein-Gut-Parabeln können aber auch in anderen als der neoklassischen Schule vorkommen. Auch das Harrod-Domar-Modell ist eine Ein-Gut-Parabel. 
Eine erste Ein-Gut-Parabel ist das „Kornmodell“ des englischen Wirtschaftswissenschaftlers David Ricardo. Korn in seiner Eigenschaft als Nahrungsmittel dient einmal als Konsumgut, zum anderen als Investitionsgut, wenn Korn in seiner Eigenschaft als Saatkorn ausgesät wird. 
Wird die neoklassische Theorie als Ein-Gut-Parabel in Frage gestellt, dann werden auch wichtige Schlussfolgerungen dieser Theorie in Frage gestellt, beispielsweise die These, dass steigende Löhne dazu führen, dass immer in eine Richtung Produktionstechniken durch andere Produktionstechniken ersetzt werden, die weniger Arbeit, dafür mehr Produktionsmittel („Kapital“) benötigen. Piero Sraffa und seine Schüler konnten dagegen in der Reswitching-Debatte mit einem Mehrgutmodell zeigen, dass bei steigenden Löhnen zu anderen Produktionstechniken gewechselt wird, dass aber bei noch weiter steigenden Löhnen unter bestimmten Umständen wieder zu den alten Produktionstechniken zurückgewechselt wird („Reswitching“). Dies ist ein Ergebnis, das sich in einem neoklassischen Modell nicht darstellen lässt. 
Lässt sich die Wirtschaft als Ein-Gut-Parabel darstellen, dann ist auch das Aggregations-Problem gelöst. Die Größe des Kapitalstocks ist einfach durch die Menge der Güter gegeben, die als Produktionsmittel eingesetzt werden, im Kornmodell also die Anzahl der Saatkörner. In der Kapitalkontroverse wurde dies ebenfalls von der Sraffa-Schule in Frage gestellt, indem gezeigt wurde, dass in Mehr-Gut-Modellen die angestrebte Aggregation von Kapitalgütern zu einem Kapitalstock, der sich unabhängig von Preisgrößen als rein stoffliche, physische Größe verstehen lässt, nicht haltbar ist. 

## Wirtschaftspolitische Folgerungen
Fraglich ist, ob eine theoretische Widerlegung auch zu anderen wirtschaftspolitischen Schlussfolgerungen führt. Auch in auf Sraffamodellen beruhenden Wachstumsmodellen ähnlich wie im Harrod-Domar-Modell wächst die Wirtschaft potenziell umso rascher, je niedriger die Löhne sind. Beim Reswitching wird zwar wieder zu bei einem niedrigeren Lohnniveau schon einmal eingesetzten Produktionstechniken zurückgewechselt, doch haben sich gleichzeitig die Anteile der verschiedenen Wirtschaftszweige so verändert, dass höhere Löhne insgesamt mit im Vergleich geringerem Arbeitseinsatz einhergehen, indem der Anteil der arbeitsintensiven Branchen ab-, derjenige der kapitalintensiven Branchen aber zugenommen hat. 